# 田季安
田季安（？—812年），唐朝魏博節度使。
唐朝魏博節度使田緒之三子，拜田緒正室嘉誠公主為母，娶昭義行軍司馬元誼之女為妻。其堂叔衙內兵馬使田弘正，規勸季安。田季安不聽，反遷怒弘正，弘正“阳为风痹，灸灼满身”。
田季安长期沉溺酒色，患風病，殺戮無度。元和七年（812年）八月，其子田懷諫繼位，懷諫年十一歲，大權落入家僮蔣士則手上。兵士嘩變，立弘正為節度使。田懷諫被弘正送往朝廷安置。
田季安还有田懷理、田懷詢、田懷讓等儿子。